# Moutiers (Meurthe e Mosella)
Moutiers è un comune francese di 1 833 abitanti situato nel dipartimento della Meurthe e Mosella nella regione del Grand Est.

## Amministrazione

### Gemellaggi
- Bagno di Romagna

## Società

### Evoluzione demografica
Abitanti censiti